# متمم هفدهم قانون اساسی ایالات متحده آمریکا

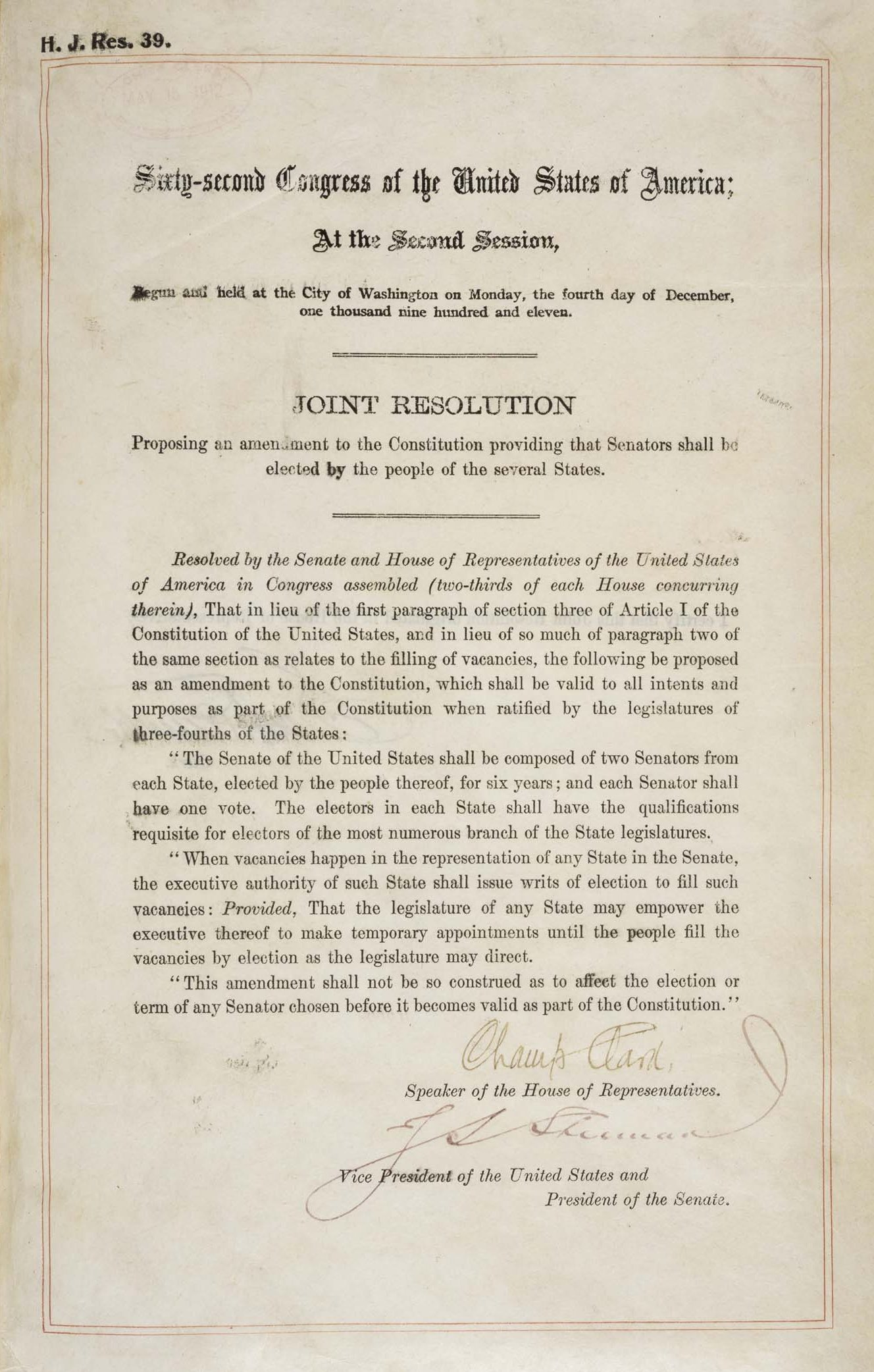
اصل لایحه متمم هفدهم.

اصلاحیه هفدهم قانون اساسی ایالات متحده (به انگلیسی: Seventeenth Amendment to the United States Constitution) مصوبه فوریه ۹ سال ۱۹۱۳ کنگره آمریکا، از قوانین مهم آمریکا است.
این متمم در باب انتخاب سناتورها با رأی مستقیم مردم است.

## متن اصلاحیه
مجلس سنای ایالات متحده متشکل از دو سناتور از هر ایالت می‌باشد که توسط مردم به مدت ۶ سال انتخاب می‌شوند، هر سناتور دارای یک رأی است، ... .
بدین ترتیب دیگر سناتورها توسط رئیس سنا انتخاب نمی‌شوند.